# Planchonella glauca
Planchonella glauca là một loài thực vật có hoa trong họ Hồng xiêm. Loài này được Swenson & Munzinger mô tả khoa học đầu tiên năm 2007.